# Digital Bibliography & Library Project
DBLP (Digital Bibliography & Library Project, en inglés) es un sitio web que posee un enorme repositorio bibliográfico de artículos relacionados con ciencias de la computación. El sitio está alojado en la Universidad de Trier, Alemania.
Originalmente, en los años 80, fue una base de datos que almacenó referencias relacionadas con programación lógica. Actualmente, DBLP lista más de un millón de artículos: aquellos pertenecientes a VLDB (Very Large Database, en inglés; una revista acerca de bases de datos con mucho contenido), artículos del  Institute of Electrical and Electronics Engineers (IEEE) y de Association for Computing Machinery ( ACM), así como también artículos científicos de distintas conferencias. El sitio posee cinco espejos en Internet.
Las siglas DBLP originalmente fueron creadas para referirse a DataBase systems and Logic Programming (Sistemas de bases de datos y programación lógica), pero actualmente se entienden como Digital Bibliography & Library Project.

## Navegador DBL
DBL-Browser ( navegador de biblioteca bibliográfica digital ) es una utilidad para navegar por el sitio web de DBLP. El navegador fue escrito por Alexander Weber en 2005 en la Universidad de Tréveris.Fue diseñado para su uso fuera de línea en la lectura del DBLP, que constaba de 696 000 entradas bibliográficas en 2005 (y en 2015 tiene más de 2,9 millones).
DBL-Browser es un software GPL , disponible para su descarga desde SourceForge . Utiliza el DTD XML . Escrito en lenguaje de programación Java , este código muestra la entrada bibliográfica en varios tipos de pantallas, que van desde gráficos hasta texto:
- Página de autor
- Página del artículo
- Tabla de contenido
- Conferencias / revistas relacionadas
- Autores relacionados (representación gráfica de relaciones)
- Análisis de tendencias (histograma gráfico)

DBLP es similar a la parte bibliográfica de arxiv.org que también tiene enlaces a artículos. DBL-Browser proporciona un medio para ver algunos de los artículos informáticos asociados.